# Parque Araucano
El Parque Araucano es un parque urbano y una de las principales áreas verdes de la comuna de Las Condes, en la ciudad de Santiago, Chile. Tiene 22 hectáreas y está ubicado en el cuadrante formado por las avenidas Presidente Riesco al sur, Alonso de Córdova al poniente, Manquehue al oriente y la calle Cerro Colorado al norte. Su límite oriente está conectado al parque Juan Pablo II a través de una pasarela conocida como Puente Entre Parques.

## Historia

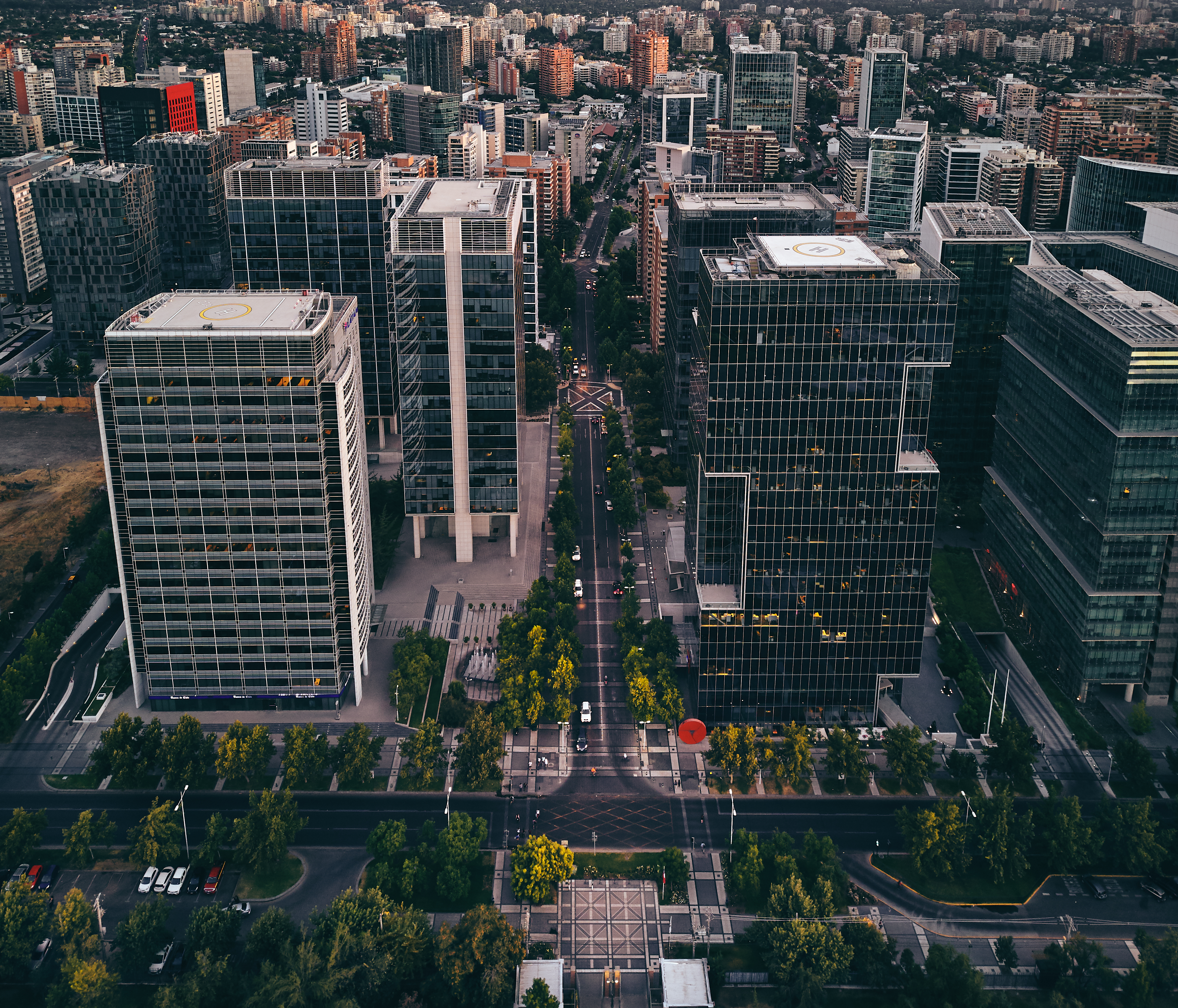
Vista aérea desde el parque hacia el sur

El parque se encuentra en parte de lo que era antes el fundo San Luis, cuyos terrenos fueron expropiados durante el gobierno del presidente Eduardo Frei Montalva para desarrollar un proyecto de renovación urbana denominado Barrio Modelo San Luis, que sería hogar para familias de clase media y alta. En 1971, el gobierno izquierdista de la Unidad Popular de Salvador Allende se replanteó el proyecto como solución habitacional para las familias de clase baja de los campamentos existentes en Las Condes, renombrándolo como Villa Compañero Ministro Carlos Cortés.
La construcción de edificios en la zona norte del terreno, destinados en principio a familias de clase alta, fue suspendida y se privilegió el desarrollo del sector sur del terreno. La zona norte fue permutada al Club Deportivo de la Universidad de Chile por unos terrenos en la comuna de la La Granja, comprometiéndose a crear un estadio y un centro deportivo.
Luego del golpe de Estado de 1973 el proyecto deportivo fue suspendido; la piscina, que era lo único que se había alcanzado a construir, funcionó en el parque hasta 2011. En 1979 un grupo privado compró el tercio norte del exfundo, adyacente a la avenida Presidente Kennedy, para construir un proyecto inmobiliario que posteriormente se convertiría en el Mall Parque Arauco. El terreno que pertenecía a la Universidad de Chile, fue vendido a la Municipalidad de Las Condes para costear la reconstrucción de diversas sedes dañadas luego del terremoto de 1985.
En 1984, ya en manos de la Municipalidad de Las Condes, se diseñó y ejecutó el parque hasta la avenida Manquehue. En 2008 se inauguró el parque Araucano Oriente, renombrado parque Juan Pablo II, y que se extiende de Manquehue a la calle Nuestra Señora del Rosario. Para conectar ambos parques en 2013 se inauguró la pasarela Entreparques sobre la avenida Manquehue.

## Características

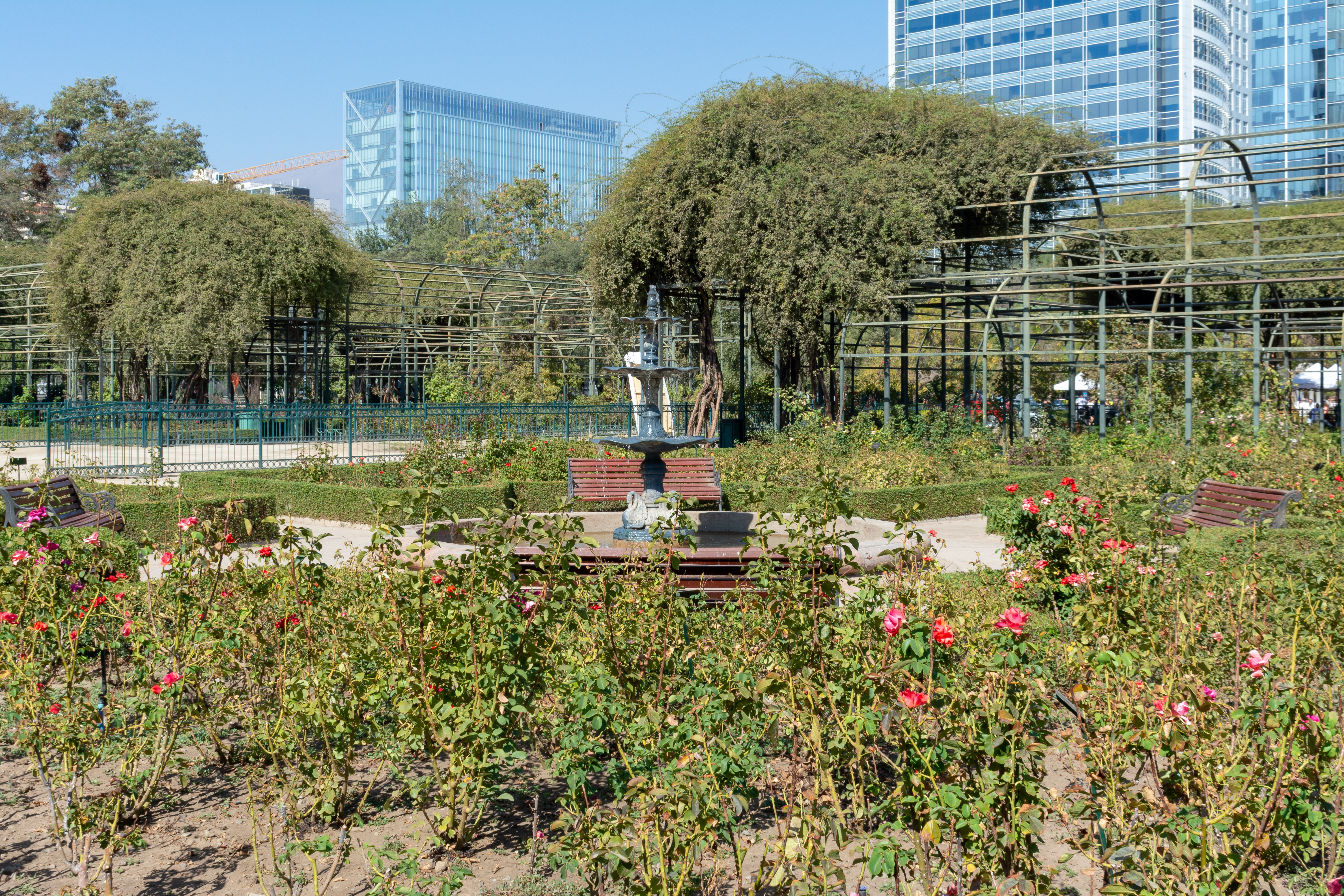
Rosaleda del parque Araucano.

El parque se ha convertido en un importante polo cultural de Las Condes, como lo prueban los numerosos festivales y eventos que en él se organizan: desde el Festival de Cine de Las Condes hasta espectáculos de ópera del Teatro Municipal de Santiago, pasando por conciertos, fiestas culinarias o competencias de ajedrez.
Conocida es su rosaleda, un jardín de 2.000 m² de extensión, especializado en la exhibición de diversas especies y variedades de rosas.
El centro de entretenciones infantil KidZania funciona en el parque desde 2012 y el año siguiente se inauguró Selva Viva, con el primer mariposario de la capital, el cual cerró en 2019
Tiene zonas para juegos infantiles, skateparks, cancha de patinaje, canchas de tenis, mesas de pícnic, dos pajareras y un centro de eventos.

### Escultura protectora

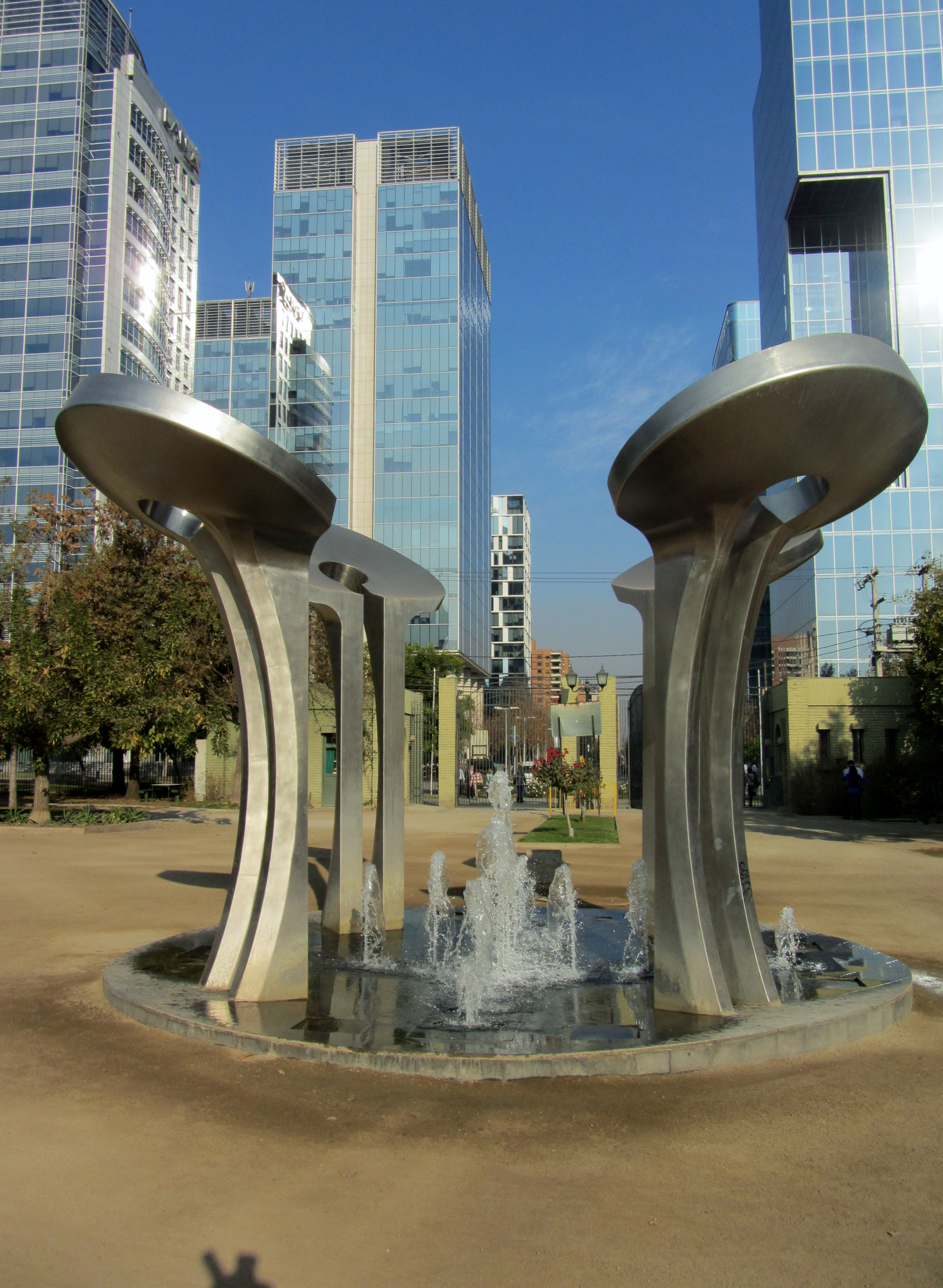
Ofrenda, de María Angélica Echavarri; vista hacia el interior del parque

En el acceso al parque por Presidente Riesco, frente a la calle Rosario Norte, se alza una escultura de María Angélica Echavarri titulada Ofrenda, que data de 2012. Como la placa que la acompaña lo indica, es un "homenaje al pueblo mapuche para la protección permanente del Parque Araucano". Esta obra de acero inoxidable semeja a la iconografía del instrumento sagrado kultrún y "representa la conexión entre la tierra y el hombre con lo superior", incorporando símbolos importantes de la cultura araucana, como el círculo, que "indica que nada se termina sino que todo se transforma"; en número 4, clave en la "cosmovisión mapuche: 4 son las estaciones del año, 4 los puntos cardinales y 4 las fases de la luna; finalmente el agua, alma y principio de todo: "primero fue el agua, luego la tierra y todo lo demás..."

## Futuro
En la cuenta pública de 2017, la presidenta Michelle Bachelet anunció la construcción de la nueva línea 7 del Metro de Santiago, cuya ruta incluía una estación originalmente en la esquina nororiente del Mall Parque Arauco. En diciembre de ese mismo año, Metro de Santiago informó la relocalización de aquella estación en Cerro Colorado con Rosario Norte, en el sector norte del Parque Araucano, la cual estará operativa para el año 2028.